# Басенко Сергій Валерійович
Сергі́й Вале́рійович Басенко — український тренер з легкої атлетики.

## Стислі відомості
2003 року здобув бронзову нагороду на Чемпіонаті України з легкої атлетики в бігу на 110 метрів з бар'єрами; представляв Вінницьку область.
Був тренером таких спортсменів як Ольга Земляк, Христина Стуй, Анастасія Рабченюк, Сергій Копанайко та Артем Шаматрин.